# Alfons Mühlhofer
Alfons Mühlhofer, eigentlich Reinhold Adalbert Alfons Müller, (* 27. September 1907 in Dresden; † 1. Oktober 1952 ebenda) war ein deutscher Schauspieler.

## Leben

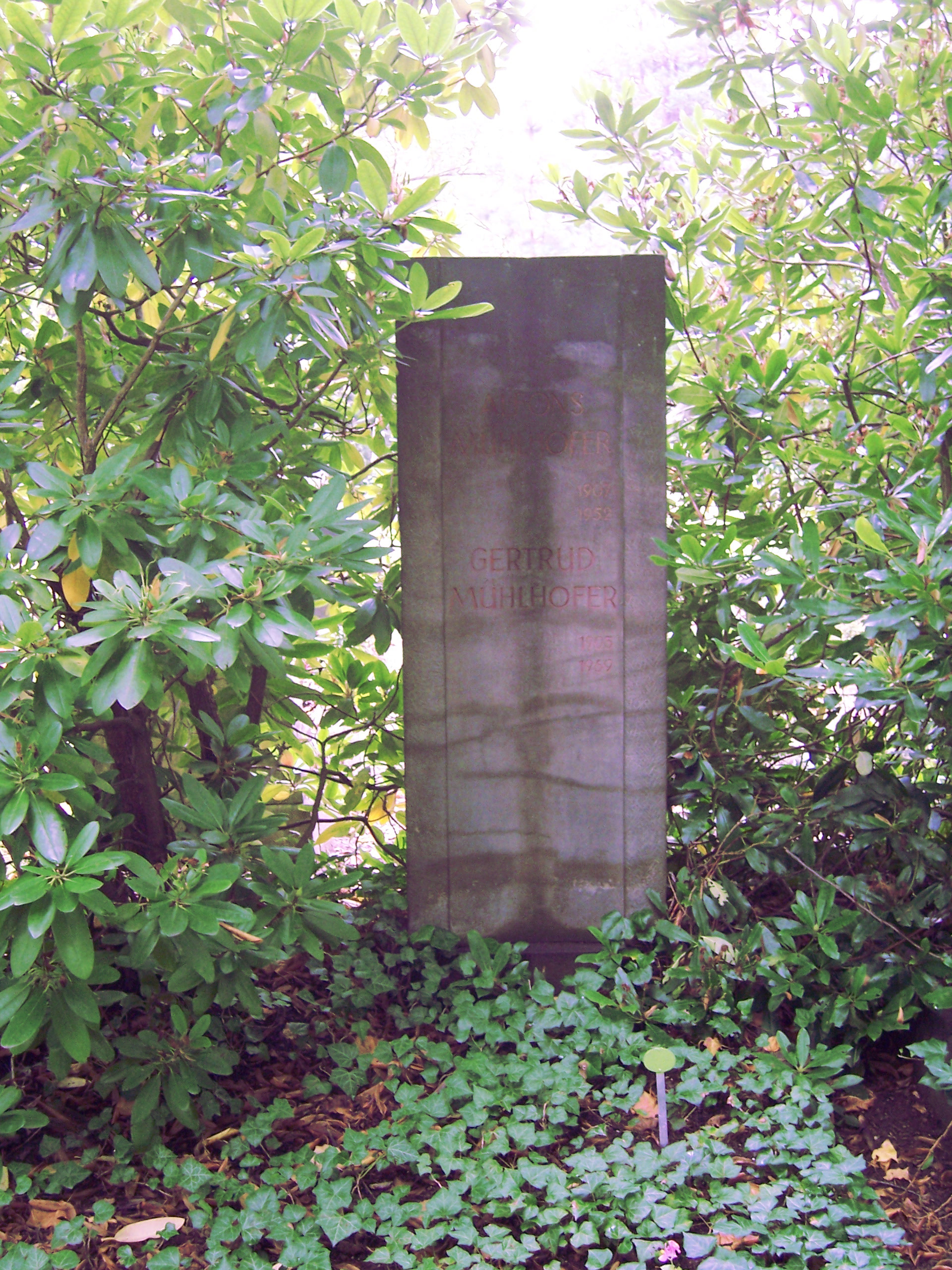
Grab von Alfons Mühlhofer auf dem Dresdner Johannisfriedhof

Alfons Mühlhofers Vater, Sohn eines Logenschließers am Dresdner Schauspielhaus, unterstützte und förderte die Theaterneigungen des Sohnes. Mit 16 Jahren stand Alfons Müller, der sich fortan Mühlhofer nennen sollte, auf der Bühne des Dresdner Schauspielhauses. Er wurde von Georg Kiesau, zu dieser Zeit Schauspieldirektor am Schauspielhaus Dresden, ausgebildet und begann seine Laufbahn in den 1920er-Jahren mit einer dreijährigen Verpflichtung am Stadttheater Meißen. Sein Mentor war Hans-Chlodwig Gahsarnas in Meißen. Mühlhofer debütierte dort mit dem Derwisch in Nathan der Weise . Die Presse urteilte: „In prachtvollem Temperament sprudelte Mühlhofer als Derwisch über: dieser wahre König im wahren Bettler. ‚Ein Pferd, das bald doppeltes Futter braucht.‘ Dieser junge Schauspieler macht uns aufhorchen.“
Seine Lehrjahre setzte er von 1930 bis 1936 an deutschsprachigen Bühnen der Tschechoslowakei fort. Er gastierte in Leitmeritz, Komotau und Brüx.  Er war ein Verteidiger der deutschen Sprache. Hier eroberte er sich das „Fach der guten Rollen“ (Zitat von Martin Hellberg). Sein Ruf brachte ihm weiterhin zu Gastspielen nach Franzensbad, Teplitz, Saaz, Pilsen, Budweis, Eger, Komotau und Reichenberg, sowie an das Volkstheater in Bilin. An letzterem Theater erhielt er einen bescheidenen Vertrag, welcher ihm erlaubte eine Schauspielerkollegin aus Dresden zu heiraten.
Das Erstarken der Henlein-Bewegung um 1931 in der Tschechoslowakei führte unter den Gegnern dieser Bewegung zu Ausweisung der Reichsdeutschen. Damit verlor Mühlhofer seine Stellung, somit seinen Verdienst. Er kehrte 1933 in seine Heimatstadt Dresden zurück, gab Gastrollen, Hörspiel- und Dichterlesungen, und verdingte sich mit seinem Freund Martin Hellberg in der Operette. 1937 holten die Staatstheater ihn als jugendlichen Charakterspieler. Neben seiner Tätigkeit als Schauspieler unterrichtete er an der Schauspielschule den künstlerischen Nachwuchs. Am 13. Februar 1945 beim zweiten Angriff auf Dresden verlor Familie Mühlhofer ihre Wohnung in Dresden-Gruna, GEWOBAG-Siedlung.
Er stellt sich nach Kriegsende 1945 sofort für den Wiederaufbau der Dresdner Bühnen zur Verfügung. Am 30. Mai 1945 wurde er zusammen mit Paul Paulsen, Peter Hamel, Erich Ponto und Albert Fischel in das Fünfer-Komitee gewählt, das die provisorische Leitung der Dresdner Bühne übernahm. Eine Kirche auf der Glacisstraße in Dresden-Neustadt wurde zum „Interimstheaters Dresdner Bühnen“ – der Tonhalle (das spätere Kleine Haus) umgewidmet. Spielbeginn war am 10. Juli 1945 mit Nathan der Weise unter der Regie von Albert Fischel, mit Erich Ponto in der Titelrolle und Mühlhofer wieder als Derwisch. Von da ab absolvierte er eine Vielzahl von Rollen.
Mühlhofers Paraderollen waren der „Mephisto“ in Goethes Faust und die Titelpartie in König Johann von Shakespeare.
Er erkrankte an Urämie und verstarb am 1. Oktober 1952 in seiner Heimatstadt. Er wurde auf dem Johannisfriedhof in Dresden-Tolkewitz unter großer Teilnahme der Dresdner Bürgerschaft beigesetzt. Der Schauspieldirektor Paul Lewitt, der den Verstorbenen bereits vom Teplitzer Theater her kannte, brachte in seiner Gedenkrede am Grab Mühlhofers zum Ausdruck, dass „der Name Alfons Mühlhofer unvergessen eingeschrieben sein wird in die Geschichte des Dresdner Theaters“.

## Rollen (Auswahl)
Nachfolgend eine Auswahl seiner über 70 Rollen:
- Zeitungsjunge in Hinkemann von Ernst Toller unter Martin Hellberg 1923
- Lustige Person, Hexe und insbesondere Mephisto in Goethes Faust in Dresden
- Titelpartie in König Johann von William Shakespeare unter der Regie seines Freundes Martin Hellberg
- Geselle Zimpel in Schneider Wibbel von Hans Müller-Schlösser
- Spiegelberg in Die Räuber von Friedrich Schiller
- Muley Hassan in Die Verschwörung des Fiesco zu Genua von Friedrich Schiller
- Geßler in Wilhelm Tell von Friedrich Schiller
- Schmock in Die Journalisten von Gustav Freytag
- Derwisch in Nathan der Weise von Gotthold Ephraim Lessing
- Major Tellheim in Minna von Barnhelm von Gotthold Ephraim Lessing
- Marinelli in Emilia Galotti von Gotthold Ephraim Lessing
- Riccout in Minna von Barnhelm von Gotthold Ephraim Lessing (seine letzte Rolle)
- Titelpartie in Tartuffe von Molière
- Titelpartie in Onkel Wanja von Anton Tschechow
- Zwirn in Der böse Geist Lumpacivagabundus von Johann Nestroy
- Figaro in Der tolle Tag oder Figaros Hochzeit von Beaumarchais
- Schluck in Schluck und Jau von Gerhart Hauptmann
- Guatemotzin in Der weiße Heiland von Gerhart Hauptmann
- Mann in Der Weibsteufel von Karl Schönherr
- Neumerkel in Kater Lampe von Emil Rosenow
- Doktor in Woyzeck von Georg Büchner
- Kuprijanow in Stürmischer Lebensabend von Leonid Rachmanow
- ? in Das Spiel vom Prinzenraub von Kurt Arnold Findeisen

Zu besonderer Popularität brachte er es durch seine Märchenrollen, unter anderem spielte er die Titelrolle in Das tapfere Schneiderlein der Brüder Grimm. Gastrollen führten Mühlhofer in das Stadttheater Meißen.

## Filmografie
- 1950: Saure Wochen – frohe Feste
- 1952: Roman einer jungen Ehe

## Eigene Inszenierungen
- Peterchens Mondfahrt von Gerdt von Bassewitz mit Solveig Müller als Anneliese
- Robinsons Abenteuer von Paul Mochmann[6]
- Dyckerpotts Erben von Robert Grötzsch[6]
- Pension Schöller von Carl Laufs (Regie zusammen mit Willy Courts)[6]
- Das Konzert von Hermann Bahr (Regie zusammen mit Willy Courts)[6]
- Die Illegalen von Günther Weisenborn
- Die Kassette von Carl Sternheim
- Seit Adam und Eva von John von Priestley